# Prefettura di Kloto
La prefettura di Kloto è una prefettura del Togo situato nella regione degli Altopiani con 139.043 abitanti al censimento 2010. Il capoluogo è la città di Kpalimé.